# هايدن فلوري
هايدن فلوري هو لاعب هوكي الجليد كندي، ولد في 8 يوليو 1996 في Carlyle, Saskatchewan ‏ في كندا.

## وصلات خارجية
- هايدن فلوري على موقع دوري الهوكي الوطني (الإنجليزية)
- هايدن فلوري على موقع EliteProspects.com (الإنجليزية)
- هايدن فلوري على موقع HockeyDB.com (الإنجليزية)
- هايدن فلوري على موقع Hockey-Reference.com (الإنجليزية)